# Rete degli studenti medi
La Rete degli Studenti Medi è una confederazione di associazioni studentesche italiane di ispirazione sindacale, fondata il 4 ottobre 2008 a Frascati, rivolta agli studenti delle scuole secondarie di secondo grado. 
Ad oggi risulta, per numero di iscritti e per numero di basi confederali, una delle associazioni studentesche maggiormente rappresentative del Paese.
La Rete a livello nazionale ha un patto di lavoro con l'Unione degli Universitari.
È uno dei due membri italiani, insieme all’UdS, dell'OBESSU, la federazione delle associazioni studentesche liceali europee.

## Storia

### Antefatti: gli anni 2000
A partire dall'inizio degli anni 2000 all'interno dell'allora sindacato unitario Unione degli Studenti si formarono delle spaccature: si delinearono una maggioranza, maggiormente legata al movimentismo, aspramente critica nei confronti della Sinistra Giovanile e scettica nei confronti della CGIL, e una minoranza, maggiormente legata a quest'ultima e sostenitrice di una collaborazione tra i due soggetti. Le divisioni interne si acuirono in relazione all'UDU, dove i rapporti di forza interni erano opposti: una maggioranza che auspicava una collaborazione con la struttura giovanile dei Democratici di Sinistra e una minoranza fortemente movimentista, ostile a qualsiasi dialogo con la SG e diffidente nei confronti della CGIL. 
Nell'autunno del 2005 l'Unione degli Universitari avviò assieme all'UdS un percorso costituente che puntava alla nascita della Rete Studentesca, un soggetto terzo confederale e unitario che avesse l'ambizione di mettere a sistema le rivendicazioni studentesche e universitarie senza, però, sciogliere le singole associazioni di categoria. Le frizioni tra UDU e UdS aumentarono a seguito di divisioni nella gestione delle mobilitazioni autunnali, fino alla cessazione dell'attività dell'UDU all'interno della Commissione Costituente della Rete Studentesca avvenuta nel maggio 2006. A seguito di questa decisione, parte dell'UDU decise assieme alla maggioranza dell'UdS di proseguire autonomamente il percorso. In seguito a questo e su spinta dell'UDU, la CGIL cessò ogni rapporto tra il Sindacato dei Lavoratori e l'UdS. Nell'ottobre dello stesso anno anche l'UDU votò la rottura formale dei rapporti tra essa e l'UdS. 
All'inizio del 2007 la minoranza dell'UdS riprese i rapporti con la CGIL e costituì un'associazione indipendente col nome di Rete degli Studenti (ReDS). Tra la fine del 2007 e l'inizio del 2008 vennero avviati dei tentativi di ricomposizione tra le due associazioni studentesche, che però fallirono.

### Nascita della Rete
In seguito ai falliti tentativi di unificazione delle due associazioni, la ReDS organizzò lo "Student Free Camp", un momento associativo svoltosi a Salto di Fondi nell'estate 2008 in collaborazione con altre realtà studentesche.
La Rete nasce, quindi, come associazione apartitica dalla fusione di tre diversi soggetti politici affermatisi nella realtà studentesca della metà degli anni duemila:
- Rete Degli Studenti (ReDS) nata nel 2007 da una scissione dell'Unione degli Studenti (UdS);
- Idee Studentesche In Movimento (ISIM) fondata da alcuni territori fuoriusciti dall'UdS a seguito di falliti tentativi di riconciliazione tra la medesima e ReDS;
- Studenti di Sinistra, l'organizzazione studentesca facente riferimento al partito dei Democratici di Sinistra prima della sua confluenza nel Partito Democratico.

### Dal 2008 ad oggi
Con l'Unione degli Universitari la Rete partecipa, nel 2008, alle mobilitazioni del movimento dell'Onda.
Nel 2009, a seguito di alcune frizioni all'interno dell'esecutivo nazionale e nel coordinamento nazionale della Rete, alcuni delegati lasciano l'organizzazione per fondare la Federazione degli Studenti, associazione maggiormente legata ai Giovani Democratici.
Nel 2014 insieme a UdU e CGIL ha manifestato contro il Jobs Act e l'alternanza scuola-lavoro, portando avanti posizioni particolarmente critiche nei confronti della proposta di riforma e chiedendo una rimodulazione dell'Alternanza; le manifestazioni sono proseguite anche successivamente.
A partire dall'autunno 2014 la Rete si mobilita in tutta Italia contro la riforma "Buona Scuola", contribuendo a portare diecimila studenti in piazza a Roma il 10 ottobre e continuando le mobilitazioni per tutta la primavera del 2015, replicando la piazza dell'ottobre il 5 maggio assieme alla CGIL. 
Nell'autunno 2018 la Rete lancia la campagna Chi ha paura di cambiare? Noi no! che ha come tema principale la carenza di spesa nell'istruzione pubblica da parte delle istituzioni, evidenziando la mancanza di un cambiamento reale con l'insediamento del Governo Conte I e provando a spostare l'attenzione dell'opinione pubblica sulla carenza di spesa per la scuola pubblica e il sistema di istruzione in genere. Tra ottobre e novembre la Rete organizza trenta piazze in tutto il Paese, portando solo a Roma cinquemila studenti in piazza.
Nel 2019 la Rete sostiene le mobilitazioni del movimento Fridays for Future, in particolare le date del 15 marzo e del 24 maggio. Durante l'autunno del 2019 la maggior parte delle basi provinciali partecipa al Terzo Sciopero Globale di Fridays for Future del 27 settembre e al Quarto Sciopero Globale del 29 novembre. A Bologna, Palermo e in particolare Roma la Rete contribuisce alla costruzione di manifestazioni studentesche ampiamente partecipate: solo nella Capitale gli studenti in piazza sono duecentomila.
Nel 2020 l'organizzazione è stata consultata dal Ministero della Pubblica Istruzione insieme ad altre rappresentanze studentesche, nel contesto della crisi del coronavirus che ha imposto la chiusura delle scuole secondarie di tutta Italia e modifiche all'Esame di Stato. Ha espresso le proprie posizioni anche sui media italiani in diversi momenti del dibattito pubblico, in particolare sugli effetti della crisi sull'istruzione pubblica. Alla fine di ottobre dello stesso anno il Governo Conte II dispone nuovamente la chiusura delle scuole superiori su tutto il territorio nazionale, imponendo così il ritorno alla Didattica a distanza. La Rete si mobilita in molte città italiane: a Roma il 4 novembre diversi studenti si organizzano per seguire le lezioni a distanza sulle scalinate del Ministero dell'Istruzione sostenuti dal movimento Priorità alla Scuola.
Durante il resto dell'autunno del 2020, l'associazione organizza ancora assieme al movimento Priorità alla Scuola diverse iniziative, flash mob e manifestazioni per chiedere che i fondi del Next Generation EU vengano investiti sulla scuola e evidenziando le principali difficoltà della Didattica a Distanza. Il 17 novembre, Giornata internazionale degli studenti, un gruppo di studenti si raduna davanti alla Camera dei deputati con delle maschere di alcuni parlamentari per simulare una lezione in piazza che ha come argomento la spesa pubblica per l'istruzione e la ricerca. L'obiettivo è sottolineare la poca importanza data alla scuola da parte dei governi italiani: assistono alcuni Deputati e l'iniziativa attira l'attenzione dei maggiori media italiani.
Il 4 e 5 settembre 2021 l'associazione svolge il suo VI Congresso Nazionale a Roma, in Piazza Vittorio Emanuele. 
Il 20 maggio 2022, dopo diversi mesi di lavoro e ricerca insieme al Sindacato Pensionati Italiani e l'Unione degli Universitari, la Rete pubblica la prima indagine giovanile sulla salute psicologica. L'inchiesta, chiamata Chiedimi Come Sto, raggiunge più di trentamila studenti in tutto il Paese e diventa un punto di riferimento sul tema del benessere psicologico.
Il 10 e 11 dicembre l'organizzazione tiene il suo VII Congresso Nazionale a Roma, presso la sede nazionale di ARCI.

## Iniziative

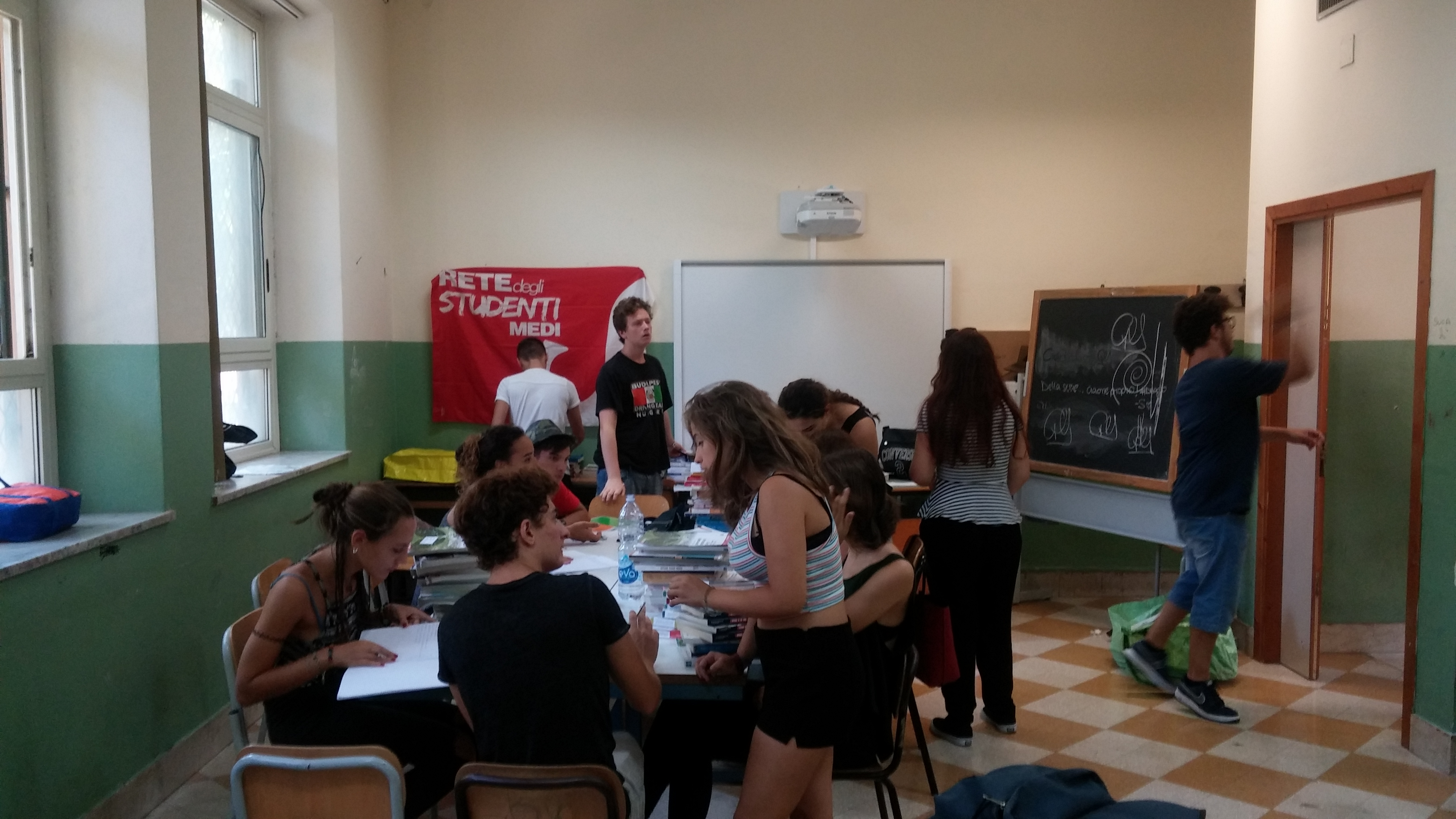
Mercatino del libro organizzato a Palermo

La Rete degli Studenti Medi promuove attività di mutualismo e supporto al diritto allo studio tramite iniziative di comodato d'uso dei libri di testo, mercatini del libro usato  e servizi di ripetizioni a basso costo.
La Rete degli Studenti Medi organizza, assieme a Libera, CGIL, ARCI e l'Unione degli Universitari i "Campi della Legalità", ovvero dei campi estivi dove giovani volontari da tutta Italia recuperano e danno nuova vita a beni confiscati alla mafia. 
Ogni anno l'associazione organizza, assieme all'UDU, il Revolution Camp, un campeggio studentesco a cavallo tra luglio ed agosto, al quale prendono parte diverse organizzazioni come Arcigay.

### Rappresentanza Studentesca
L'attività dell'organizzazione si concentra particolarmente nella gestione delle consulte studentesche, strumenti di rappresentanza istituzionale nelle province. Molti i militanti dell'organizzazione partecipano alle diverse cariche della rappresentanza studentesca, come i rappresentanti di classe, rappresentanti d'istituto, e i rappresentanti in consulta provinciale degli studenti. In particolare, sono stati diversi i membri dell'organizzazione ad essere stati eletti Presidenti della Consulta Provinciale degli Studenti, fino ad eleggere, in alcune fasi, il portavoce nazionale degli studenti.

## Ideologia
La Rete degli Studenti Medi si definisce un’organizzazione democratica, antifascista, pacifista, multietnica, laica, ambientalista, antirazzista, antiabilista, contro tutte le mafie, contro le discriminazioni di genere, di orientamento sessuale e di condizioni sociali economiche e culturali, non violenta.

## Struttura

### Tesseramento
L'associazione si basa sullo strumento del tesseramento, attraverso il quale rappresenta studenti e studentesse di tutta Italia. La Rete fa parte del Forum delle Associazioni Studentesche del MIUR e confrontandosi con il Ministero avanza posizioni per migliorare la vita degli studenti. 

### Articolazione
La Rete degli Studenti Medi, ispirandosi alle federazioni sindacali, si articola in:
- Sindacati o collettivi di istituto;
- Associazioni territoriali, in quei comuni non capoluogo di provincia con una popolazione studentesca elevata, a livello locale.
- Associazioni provinciali (basi confederali);
- Associazioni regionali.

I collettivi di istituto e le associazioni territoriali sono le basi associative dell'organizzazione. Più basi associative o una singola associazione territoriale, costituiscono un’associazione provinciale ovvero una base confederale. Le associazioni provinciali di una stessa Regione possono costituire l’articolazione regionale. Ad oggi le strutture regionali esistenti sono in Basilicata, Emilia-Romagna, Lazio, Liguria, Marche, Sicilia, Umbria e Veneto. Nelle altre regioni d'Italia è presente con basi provinciali senza un coordinamento regionale.

### Organi nazionali dell'associazione
Sono organi nazionali dell’associazione:
- l’Assemblea Nazionale;
- il Coordinamento nazionale (che riunisce i coordinatori provinciali e regionali);
- i Dipartimenti Nazionali
- l’Esecutivo Nazionale;
- il Coordinatore Nazionale;
- il Collegio dei Garanti.

## Coordinatori nazionali
Il Coordinatore Nazionale rappresenta l’associazione a livello nazionale ed internazionale e ne è il legale rappresentante.
- Luca De Zolt (2008-2010)[46]
- Sofia Sabatino (2010-2012)[47]
- Daniele Lanni (2012-2014)[48]
- Alberto Irone (marzo 2014-luglio 2016)[49]
- Giammarco Manfreda (luglio 2016-agosto 2019)[50]
- Federico Allegretti (agosto 2019-settembre 2021)[51]
- Tommaso Biancuzzi (settembre 2021-dicembre 2022)[52]
- Paolo Notarnicola (dicembre 2022-oggi)[53][54]